# Miho Saeki
Miho Saeki (佐伯美穂 Saeki Miho) (født 18. marts 1976 i New York, New York i USA) er en kvindelig tennisspiller fra Japan, som har stoppet sin karriere. Miho Saeki startede sin karriere i 1993 og sluttede i 2007. 
8. juni 1998 opnåede Miho Saeki sin højeste WTA single rangering på verdensranglisten som nummer 56. 